# Bank Komunalny
Bank Komunalny – polski bank państwowy istniejący w latach 1949–1951, powołany do życia na podstawie dekretu z 1946, z zadaniem finansowania i obsługi bankowych związków samorządowych, przedsiębiorstw, komunalnych kas oszczędności oraz administrowanie wszelkimi funduszami specjalnymi, przeznaczonymi na kredyty i dotacje dla związków samorządowych, ich przedsiębiorstw i komunalnych kas oszczędności.
Na podstawie dekretu z 1948 o reformie bankowej, zadaniem Banku było finansowanie związków samorządu terytorialnego i międzykomunalnych oraz ich zakładów i przedsiębiorstw w zakresie kredytów obrotowych w ramach ich budżetów i planów finansowo-gospodarczych.
Na podstawie uchwały Rady Ministrów z 1949 w sprawie nadania statutu Bankowi Komunalnemu nadano statut.
Bank podlegał Ministrowi Skarbu.

## Kapitał Banku z 1946 r.
Kapitał zakładowy Banku składał się z nieograniczonej ilości nie podlegających wycofaniu udziałów Skarbu Państwa, związków samorządowych i komunalnych kas oszczędności. Wysokość jednego udziału wynosi zł 50.000 (złotych pięćdziesiąt tysięcy). Ilość udziałów Skarbu Państwa wyznaczała Rada Ministrów na wniosek Ministra Skarbu, złożony w porozumieniu z Ministrem Administracji Publicznej.
Ilość wnoszonych udziałów przez poszczególne związki samorządowe i komunalne kasy oszczędności oraz termin ich wniesienia ustalała władza nadzorcza Banku.
Warunki tworzenia funduszów rezerwowych i innych funduszów specjalnych określał statut Banku.
Wszystkie dotacje i fundusze specjalne, przeznaczone dla związków samorządowych, ich przedsiębiorstw oraz komunalnych kas oszczędności, musiały być lokowane w Banku, który nimi administrował oraz przeprowadzał ich rozdział na podstawie decyzji komisji specjalnych, przewidzianych dla tych dotacji i funduszów.

## Organy Banku z 1946 r.
Organami Banku było:
- Zgromadzenie udziałowców,
- Rada Banku,
- Zarząd,
- Komisja Rewizyjna.

Skład, sposób powoływania oraz szczegółowy zakres czynności organów Banku ustalał statut.

## Zadania Banku z 1948 r.
Do zadań Banku należało:
- finansowanie związków samorządu terytorialnego i międzykomunalnych oraz ich zakładów i przedsiębiorstw w zakresie kredytów obrotowych w ramach ich budżetów i planów finansowo-gospodarczych;
- finansowanie inwestycji związków samorządu terytorialnego i międzykomunalnych oraz ich zakładów i przedsiębiorstw w ramach państwowego planu inwestycyjnego oraz kontrola finansowa, gospodarcza i techniczna inwestycji finansowanych przez Bank;
- koncentrowanie środków pieniężnych związków samorządu terytorialnego i międzykomunalnych oraz ich zakładów i przedsiębiorstw oraz pełna ich obsługa bankowa;
- obsługa samorządowego funduszu wyrównawczego;
- administrowanie innymi funduszami powierzonymi Bankowi przez Ministra Skarbu w trybie dekretu o reformie bankowej lub na mocy przepisów szczególnych;
- obsługa dotacji i subwencji udzielanych przez Skarb Państwa związkom samorządu terytorialnego i międzykomunalnym oraz ich zakładom i przedsiębiorstwom;
- kontrola gospodarki finansowej związków samorządu terytorialnego i międzykomunalnych oraz ich zakładów i przedsiębiorstw.

## Uprawnienia Ministra Skarbu
Minister Skarbu na wniosek dyrekcji Banku:
- zarządzał otwieranie i zwijanie oddziałów i ekspozytur Banku oraz ustala ich siedziby,
- ustalał strukturę organizacyjną Banku oraz etaty stanowisk.

## Fundusze własne Banku
Fundusze własne Banku składały się z:
- funduszu zakładowego,
- funduszu rezerwowego,
- innych funduszów o specjalnym przeznaczeniu.

Fundusze własne Banku tworzone były na zasadach systemu finansowego banków.
W ramach planu inwestycyjnego Bank miał prawo nabywać majątek nieruchomy oraz budować domy na własny użytek Banku lub na mieszkania dla swych pracowników.
Zbywanie i obciążanie majątku nieruchomego wymagało zgody Ministra Skarbu.

## Władze Banku
Na czele Banku stała Dyrekcja, składająca się z Naczelnego Dyrektora reprezentującego Dyrekcję samodzielnie oraz podległych mu czterech członków Dyrekcji.
Naczelnego Dyrektora powoływała i odwoływała Rada Ministrów uchwałą powziętą na wniosek Ministra Skarbu.
Pozostałych członków Dyrekcji, wśród nich zastępcę Naczelnego Dyrektora, mianował i odwoływał Minister Skarbu na wniosek Naczelnego Dyrektora.
Dyrekcja pełniła swoje czynności zgodnie z obowiązującymi przepisami, statutem i regulaminem oraz była odpowiedzialna za prowadzenie spraw Banku.

## Zniesienie Banku
Na podstawie zarządzenie Ministra Finansów z 1951 r. w sprawie całkowitego przejęcia agend Banku Komunalnego przez Bank Inwestycyjny i Narodowy Bank Polski, NBP w 1952 r. przejął agendy oraz aktywa i pasywa w zakresie finansowania i kontroli finansowej. Z kolei Bank Inwestycyjny przejął od Banku Komunalnego wszystkie pozostałe agendy.
Formalne uchylenie statutu organizacyjnego nastąpiła w uchwale Rady Ministrów z 1972 r. w sprawie utraty mocy obowiązującej niektórych uchwał Rady Ministrów, Prezydium Rządu, Komitetu Ekonomicznego Rady Ministrów i Komitetu Ministrów do Spraw Kultury, ogłoszonych w Monitorze Polskim zlikwidowano Bank Komunalny.